# Без тебе
Без тебе је дебитантски студијски албум који је издала певачица Senidah. Издат је 25. марта 2019. за Bassivity Digital.

## Oсновне информације
У марту 2018. године Senidah је објавила свој први соло сингл „Слађана” за београдску кућу Bassivity Digital, песма је брзо стекла огромну популарност у Србији и на Балкану. Други сингл „Бело” је затим објављен 3. јуна. Насловна нумера „Без тебе” и „Ниси био ту” објављени су 28. децембра, уз одрађене музичке спотове. Песма „Слађана” освојила је награду за најбољу хип-хоп песму године на церемонији доделе музичких награда 2019.

## Песме
На албуму се налазе следеће песме:

## Информације о албуму
Објављен је 25. марта 2019. године у издању београдске дискографске куће Bassivity Digital. Песме је написао уметник Cazzafura, изузев „Црно срце”, коју је написао и продуцирао српски репер Слободан Вељковић Цоби. Укупно има десет нумера на албуму.